# Шуров, Александр Израилевич
Александр Израилевич Шу́ров, настоящая фамилия Ли́вшиц (6 (19) августа 1906, Харьков — 18 декабря 1995, Москва) — советский артист эстрады и киноактёр, куплетист. Более всего известен по эстрадному музыкальному дуэту «Шуров и Рыкунин». Народный артист РСФСР (07.09.1979).

## Биография

### Начало творческого пути
B 1925 году окончил Харьковский музыкально-драматический техникум.
Служил в агиттеатре «Синяя блуза», в разных отделениях которого также выступали Владимир Маяковский, Демьян Бедный, Александр Роу, Константин Листов, Семён Эйдинов и многие другие теперь известные, а тогда начинающие деятели искусств. Там он познакомился с Анатолием Трудлером, с которым скоро создал эстрадный шуточный музыкальный дуэт. Вместе они исполняли злободневные куплеты, диалоги, интермедии. Шуров играл на рояле, Трудлер пел и вёл конферанс. С 1935 года работали в Москве. В начале войны Трудлер вступил в народное ополчение и погиб на фронте.

### Шуров и Рыкунин
В 1946 году Шуров пригласил молодого актёра Николая Рыкунина работать вместе в эстрадном дуэте, заменив таким образом погибшего на войне Анатолия Ивановича Трудлера. Совместные выступления пользовались успехом у зрителей: они исполняли сатирические куплеты (обычно выше критики сферы бытовых услуг советская сатира тогда не поднималась), юмористические переделывания современных песен, пародии, скетчи, весёлые интермедии. Через много лет Николай Рыкунин вспоминал:

— После войны в московских театрах шли пьесы радостного содержания, и в нашем Театре сатиры играли «Факир на час». Я исполнял роль, о которой можно только мечтать молодому артисту: Коля-фоторепортёр, с танцами и куплетами. А партнёром у меня был блистательный, обаятельный Виталий Доронин. Владимир Хенкин в очередной раз покорил Москву — он играл роль швейцара в провинциальной гостинице, его швейцар был заикой, и зрители одобрили новую работу смехом до слёз. Однажды на спектакль пришёл известный в то время артист эстрады Александр Шуров. Он предложил мне создать с ним музыкально-сатирический дуэт (наверное, я ему понравился). Для меня это было неожиданным, но, не скрою, приятным предложением. Мне давно хотелось попробовать себя на эстраде. <…> Для первого концерта мы подготовили всего два номера: куплеты В.Бобошко и М.Викерса «Летят перелётные птицы» и пародии «Стрекоза и Муравей». Впервые мы выступали 2 мая 1946 года в Центральном доме Советской армии — одном из самых престижных концертных залов столицы.
В середине 1950-х годов артисты создали маленький эстрадный театр, для участия в спектаклях которого приглашали и других исполнителей: актёров и музыкантов. Для дуэта писали Борис Ласкин, Эмиль Кроткий, А. Мерлин, Я. Грей, Олег Левицкий, Георгий Териков, Альберт Левин, В. Дыховичный и М. Слободской, композиторы Никита Богословский, Давид Ашкенази. Выступления Шурова и Рыкунина пользовались успехом у зрителей, они обязательно принимали участие в праздничных правительственных телевизионных концертах, записывали пластинки своих программ.
В 1979 году А. Шурову и Н. Рыкунину присвоили звание народного артиста РСФСР.
С 1991 года Шуров прекратил выступления по состоянию здоровья. Рыкунин какое-то время продолжил их один или в дуэтах с приглашёнными актёрами.
Александр Израилевич Шуров умер 18 декабря 1995 года, похоронен на Донском кладбище в Москве.

## Роли в кино и на телевидении
- 1963 — Голубой огонёк 1963, сатирические куплеты с Николаем Рыкуниным.
- 1969 — Похищение, артист Шуров.
- 1976 — Ансамбль неудачников (короткометражный), Александр Шуров.

## Награды и звания
- Медаль «За трудовое отличие» (19.11.1939)[5].
- Народный артист РСФСР (07.09.1979).
- Заслуженный артист РСФСР (14.10.1963).